# Bowiekniv

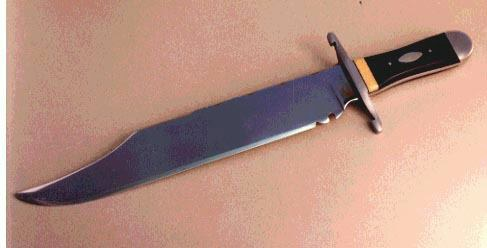
Bowiekniv.

Bowiekniv är en stor eneggad jaktkniv med en konkav extraegg på ryggsidan om större delen av bladspetsen.
Den är uppkallad efter översten i Texas armé James "Jim" Bowie (1796-1836). Bowie blev jämte Davy Crockett folkhjälte efter slaget vid Alamo, som ägde rum mellan den 23 februari och den 6 mars 1836 under Texasrevolutionen.